# 여과아애니
《여과아애니》(如果我爱你)는 2014년 방송되었던 중국의 드라마이다.

## 소개
- 포도주 만드는 일을 하며 지내던 남자가 한 여자를 사랑하게 되면서 겪게 되는 이야기를 그린 드라마

## 등장 인물
- 밍다오 (Matthew Lin) - 허세걸 역
- 리친 - 안녕 역
- 후빙 - 세영 역
- 바이신후이 - 리우산산 역
- 쉬카이청 - 유카이 역
- 적걸 (狄杰) - 쑤웨이 역
- 장서가 (张瑞珈) - 완룽 역
- 무준걸 (缪俊杰) - 동니 역
- 고이상 - 옌쥔 역